# 夜の果てへの旅
『夜の果てへの旅』（よるのはてへのたび、よのはてへのたび、原題：Voyage au bout de la nuit）はルイ＝フェルディナン・セリーヌが1932年に発表した処女長編小説。放浪者、フェルディナン・バルダミュの旅を描いた作者の半自伝的な作品である。

## 日本語訳
- 『夜の果てへの旅』 生田耕作訳、中央公論社「世界の文学42 セリーヌ」、1964年
改訳版：中公文庫 上・下、1978年、決定版2003年12月、新装版2021年12月
- 『夜の果てへの旅』 高坂和彦訳、国書刊行会「セリーヌの作品1」、1985年